# روندو، پاکستان
روندو (به انگلیسی: Roundu Valley) یک منطقهٔ مسکونی در پاکستان است که در گلگت-بلتستان واقع شده‌است.